# Squash-Mannschaftsweltmeisterschaft der Frauen 2012
Die 18. Mannschafts-Weltmeisterschaft der Damen (englisch 2012 Women's World Team Squash Championship) fand vom 12. bis 17. November 2012 in Nîmes, Frankreich statt.
Den Titel gewann die ägyptische Mannschaft, die im Finale England mit 2:1 bezwingen konnte. In der ersten Partie besiegte Alison Waters ihre Kontrahentin Nour El Sherbini mit 11:5, 8:11, 9:11, 11:3 und 11:5. Im Anschluss glich Raneem El Weleily durch ein 3:11, 12:10, 11:4 und 12:10 gegen Laura Massaro aus. In der entscheidenden Partie setzte sich Omneya Abdel Kawy im fünften Satz mit 11:8 gegen Jenny Duncalf durch und sicherte Ägypten somit den zweiten Titel nach 2008.
Die deutsche Mannschaft belegte den 19. Rang, Österreich Rang 25. Eine Schweizer Mannschaft trat nicht an.

## Modus
Die teilnehmenden Mannschaften wurden gemäß ihrer Setzung in acht Gruppen einander zugelost, die Gruppengröße variierte dabei zwischen drei und vier Mannschaften. Innerhalb der Gruppen wurde im Round-Robin-Modus gespielt, die beiden bestplatzierten Mannschaften erreichten die Finalrunde, die im K.-o.-System ausgetragen wurde. Bei dem Turnier wurden alle Plätze ausgespielt.
Alle Mannschaften bestanden aus mindestens drei und höchstens vier Spielerinnen, die in der Reihenfolge ihrer Spielstärke gemeldet werden mussten. Pro Begegnung wurden drei Einzelpartien bestritten. Eine Mannschaft hatte gewonnen, wenn ihre Spielerinnen zwei der Einzelpartien gewinnen konnten. Die Spielreihenfolge der einzelnen Partien ist unabhängig von der Meldereihenfolge der Spielerinnen.

## Ergebnisse

### Gruppenphase

#### Gruppe A
| Rang | Land                                            | Sp. | S | N | Punkte |
| ---- | ----------------------------------------------- | --- | - | - | ------ |
| 1    | England (Massaro, Waters, Duncalf, Kippax)      | 2   | 2 | 0 | 4      |
| 2    | Mexiko (Terán, Urrutia, Hernández, Castellanos) | 2   | 1 | 1 | 2      |
| 3    | Südkorea (Song, Park, Yang, Kim)                | 2   | 0 | 2 | 0      |

| England | – | Mexiko   | 3:0 |
| England | – | Südkorea | 3:0 |
| Mexiko  | – | Südkorea | 2:1 |

#### Gruppe B
| Rang | Land                                              | Sp. | S | N | Punkte |
| ---- | ------------------------------------------------- | --- | - | - | ------ |
| 1    | Ägypten (El Weleily, El Sherbini, El Tayeb, Kawy) | 2   | 2 | 0 | 4      |
| 2    | Wales (Evans, Saffery, Davies, Murphy)            | 2   | 1 | 1 | 2      |
| 3    | Schottland (Aitken, Gillen-Buchert, Clark, Allen) | 2   | 0 | 2 | 0      |

| Ägypten | – | Wales      | 3:0 |
| Ägypten | – | Schottland | 3:0 |
| Wales   | – | Schottland | 3:0 |

#### Gruppe C
| Rang | Land                                              | Sp. | S | N | Punkte |
| ---- | ------------------------------------------------- | --- | - | - | ------ |
| 1    | Malaysia (David, Wee Wern, Arnold, Munirah Jusoh) | 3   | 3 | 0 | 6      |
| 2    | Südafrika (Waters, Haynes, Louw, Tucker)          | 3   | 2 | 1 | 4      |
| 3    | Volksrepublik China (Li, Gu, Xiu)                 | 3   | 1 | 2 | 2      |
| 4    | Spanien (Juan Gallach, Aranda, Gómez, Moros)      | 3   | 0 | 3 | 0      |

| Malaysia  | – | China     | 3:0 |
| Südafrika | – | Spanien   | 3:0 |
| Malaysia  | – | Spanien   | 3:0 |
| Südafrika | – | China     | 3:0 |
| Malaysia  | – | Südafrika | 3:0 |
| China     | – | Spanien   | 2:1 |

#### Gruppe D
| Rang | Land                                               | Sp. | S | N | Punkte |
| ---- | -------------------------------------------------- | --- | - | - | ------ |
| 1    | Hongkong (Au, Chan, Liu, Tong)                     | 3   | 3 | 0 | 6      |
| 2    | Tschechien (Fialová, Ertlová, Klimundová, Alexová) | 3   | 2 | 1 | 4      |
| 3    | Kolumbien (Peláez, Angulo, González, Porras)       | 3   | 1 | 2 | 2      |
| 4    | Namibia (Schnoor, Lambert, Rodrigues, Hornickel)   | 3   | 0 | 3 | 0      |

| Hongkong   | – | Kolumbien  | 3:0 |
| Tschechien | – | Namibia    | 3:0 |
| Hongkong   | – | Namibia    | 3:0 |
| Tschechien | – | Kolumbien  | 3:0 |
| Hongkong   | – | Tschechien | 3:0 |
| Kolumbien  | – | Namibia    | 3:0 |

#### Gruppe E
| Rang | Land                                                  | Sp. | S | N | Punkte |
| ---- | ----------------------------------------------------- | --- | - | - | ------ |
| 1    | Neuseeland (King, Hawkes, Lindsay, Landers-Murphy)    | 2   | 2 | 0 | 4      |
| 2    | Vereinigte Staaten (Grainger, Sobhy, Fiechter, Ubina) | 2   | 1 | 1 | 2      |
| 3    | Japan (Kobayashi, Matsui, Yamazaki, Sugimoto)         | 2   | 0 | 2 | 0      |

| Neuseeland         | – | Vereinigte Staaten | 3:0 |
| Neuseeland         | – | Japan              | 3:0 |
| Vereinigte Staaten | – | Japan              | 2:1 |

#### Gruppe F
| Rang | Land                                              | Sp. | S | N | Punkte |
| ---- | ------------------------------------------------- | --- | - | - | ------ |
| 1    | Australien (Grinham, Urquhart, Francis, Cardwell) | 2   | 2 | 0 | 4      |
| 2    | Kanada (Cornett, Norman, King, Edmison)           | 2   | 1 | 1 | 2      |
| 3    | Österreich (Coufal, Gradnitzer, Peychär, Winkler) | 2   | 0 | 2 | 0      |

| Australien | – | Kanada     | 3:0 |
| Australien | – | Österreich | 3:0 |
| Kanada     | – | Österreich | 3:0 |

#### Gruppe G
| Rang | Land                                                 | Sp. | S | N | Punkte |
| ---- | ---------------------------------------------------- | --- | - | - | ------ |
| 1    | Indien (Pallikal, Chinappa, Alankamony, Balamurukan) | 2   | 2 | 0 | 4      |
| 2    | Irland (Perry, Blake, Mylotte, Flynn)                | 2   | 1 | 1 | 2      |
| 3    | Argentinien (Falcione, Cerquetti, Rocha, Bonilla)    | 2   | 0 | 2 | 0      |

| Irland | – | Indien      | 1:2 |
| Irland | – | Argentinien | 3:0 |
| Indien | – | Argentinien | 3:0 |

#### Gruppe H
| Rang | Land                                                   | Sp. | S | N | Punkte |
| ---- | ------------------------------------------------------ | --- | - | - | ------ |
| 1    | Frankreich (Serme, Aumard, Duplomb, Pomportes)         | 2   | 2 | 0 | 4      |
| 2    | Niederlande (Grinham, Noom, van der Heijden, Dorenbos) | 2   | 1 | 1 | 2      |
| 3    | Deutschland (Hathway, Hennes, Wiese, Sayegh)           | 2   | 0 | 2 | 0      |

| Niederlande | – | Frankreich  | 1:2 |
| Niederlande | – | Deutschland | 3:0 |
| Frankreich  | – | Deutschland | 3:0 |

### Finalrunde
|  | Achtelfinale | Achtelfinale       | Achtelfinale | Achtelfinale | Achtelfinale |  |  | Viertelfinale | Viertelfinale | Viertelfinale | Viertelfinale | Viertelfinale |    |            | Halbfinale | Halbfinale       | Halbfinale       | Halbfinale       | Halbfinale       |                  |   | Finale | Finale | Finale | Finale | Finale |
|  |              |                    |              |              |              |  |  |               |               |               |               |               |    |            |            |                  |                  |                  |                  |                  |   |        |        |        |        |        |
|  | A1           | England            | 3            | 3            |              |  |  |               |               |               |               |               |    |            |            |                  |                  |                  |                  |                  |   |        |        |        |        |        |
|  | B2           | Wales              | 0            | 0            |              |  |  | A1            | England       | 3             | 3             | 2             |    |            |            |                  |                  |                  |                  |                  |   |        |        |        |        |        |
|  | G2           | Irland             | 3            | 3            | 2            |  |  | G2            | Irland        | 1             | 0             | 0             |    |            |            |                  |                  |                  |                  |                  |   |        |        |        |        |        |
|  | H1           | Frankreich         | 2            | 2            | 0            |  |  |               |               |               |               |               | A1 | England    | 0          | 3                | 3                |                  |                  |                  |   |        |        |        |        |        |
|  | E1           | Neuseeland         | 2            | 3            | 3            |  |  |               |               |               |               |               |    | C1         | Malaysia   | 3                | 0                | 1                |                  |                  |   |        |        |        |        |        |
|  | F2           | Kanada             | 3            | 1            | 0            |  |  | E1            | Neuseeland    | 0             | 1             |               |    |            |            |                  |                  |                  |                  |                  |   |        |        |        |        |        |
|  | D2           | Tschechien         | 0            | 0            |              |  |  | C1            | Malaysia      | 3             | 3             |               |    |            |            |                  |                  |                  |                  |                  |   |        |        |        |        |        |
|  | C1           | Malaysia           | 3            | 3            |              |  |  |               |               |               |               |               | A1 | England    | 3          | 1                | 2                |                  |                  |                  |   |        |        |        |        |        |
|  | D1           | Hongkong           | 0            | 3            | 3            |  |  |               | B1            | Ägypten       | 2             | 3             | 3  |            |            |                  |                  |                  |                  |                  |   |        |        |        |        |        |
|  | C2           | Südafrika          | 3            | 2            | 2            |  |  | D1            | Hongkong      | 1             | 0             | 2             |    |            |            |                  |                  |                  |                  |                  |   |        |        |        |        |        |
|  | E2           | Vereinigte Staaten | 2            | 0            | 1            |  |  | F1            | Australien    | 3             | 3             | 1             |    |            |            |                  |                  |                  |                  |                  |   |        |        |        |        |        |
|  | F1           | Australien         | 3            | 3            | 2            |  |  |               |               |               |               |               | F1 | Australien | 1          | 0                | 1                |                  |                  |                  |   |        |        |        |        |        |
|  | G1           | Indien             | 3            | 0            | 3            |  |  |               | B1            | Ägypten       | 3             | 3             | 2  |            |            | Spiel um Platz 3 | Spiel um Platz 3 | Spiel um Platz 3 | Spiel um Platz 3 | Spiel um Platz 3 |   |        |        |        |        |        |
|  | H2           | Niederlande        | 0            | 3            | 2            |  |  | G1            | Indien        | 0             | 0             | 0             |    |            |            |                  |                  | C1               | Malaysia         | 3                | 3 | 2      |        |        |        |        |
|  | A2           | Mexiko             | 0            | 0            | 0            |  |  | B1            | Ägypten       | 3             | 3             | 2             |    |            | F1         | Australien       | 0                | 0                | 0                |                  |   |        |        |        |        |        |
|  | B1           | Ägypten            | 3            | 3            | 2            |  |  |               |               |               |               |               |    |            |            |                  |                  |                  |                  |                  |   |        |        |        |        |        |

### Finale
| England                                                     | Finale | Ägypten                                                                 |
| ----------------------------------------------------------- | --- | ----------------------------------------------------------------------- |
| Team Laura Massaro Alison Waters Jenny Duncalf Sarah Kippax | Datum: 17. November 2012 Ort: Nîmes \| Alison Waters \| 11:5, 8:11, 9:11, 11:3, 11:5 \| Nour El Sherbini \| \| Laura Massaro \| 11:3, 10:12, 4:11, 10:12 \| Raneem El Weleily \| \| Jenny Duncalf \| 11:7, 8:11, 4:11, 11:6, 8:11 \| Omneya Abdel Kawy \| Resultat: 1:2 | Team Raneem El Weleily Nour El Sherbini Nour El Tayeb Omneya Abdel Kawy |
| Alison Waters                                               | 11:5, 8:11, 9:11, 11:3, 11:5 | Nour El Sherbini                                                        |
| Laura Massaro                                               | 11:3, 10:12, 4:11, 10:12 | Raneem El Weleily                                                       |
| Jenny Duncalf                                               | 11:7, 8:11, 4:11, 11:6, 8:11 | Omneya Abdel Kawy                                                       |

## Abschlussplatzierungen
| Rang | Mannschaft |
| ---- | ---------- |
| 01.  | Ägypten    |
| 02.  | England    |
| 03.  | Malaysia   |
| 04.  | Australien |
| 05.  | Indien     |
| 06.  | Irland     |
| 07.  | Neuseeland |
| 08.  | Hongkong   |

| Rang | Mannschaft         |
| ---- | ------------------ |
| 09.  | Frankreich         |
| 10.  | Niederlande        |
| 11.  | Südafrika          |
| 12.  | Kanada             |
| 13.  | Vereinigte Staaten |
| 14.  | Tschechien         |
| 15.  | Wales              |
| 16.  | Mexiko             |

| Rang | Mannschaft          |
| ---- | ------------------- |
| 17.  | Südkorea            |
| 18.  | Japan               |
| 19.  | Deutschland         |
| 20.  | Kolumbien           |
| 21.  | Schottland          |
| 22.  | Volksrepublik China |
| 23.  | Spanien             |
| 24.  | Argentinien         |

| Rang | Mannschaft |
| ---- | ---------- |
| 25.  | Österreich |
| 26.  | Namibia    |